# Tuļļi Lum
Tuļļi Lum (liviska för "varm snö", ofta förenklat "Tulli Lum") är ett estniskt folkmusikband som bildades 1999. Bandets sångare, Julgī Stalte, är en av de få personer som fortfarande talar det utdöende språket liviska. Tuļļi Lums musik beskrivs som en blandning av autentisk livisk folkmusik och jazz.

## Medlemmar
- Julgī Stalte – sång
- Alari Piispea – elbas
- Tiit Kikas – fiol
- Meelis Unt – saxofon
- Jaan Sööt – gitarr, kantele
- Tiit Kevad – trummor
- Toomas Rull – slagverk
- Toomas Lunge – keyboard, dragspel, mandolin

## Album
- Tuļļi Lum (2000)